# Lützelmurg
Die Lützelmurg ist ein 16 km langer linker Nebenfluss der Murg im Schweizer Kanton Thurgau. Sie entwässert ein Gebiet von 43,4 Quadratkilometern in den Bezirken Münchwilen und Frauenfeld.

## Geographie

### Verlauf
Die Lützelmurg entsteht durch den Zusammenfluss von Gampftobelbach und Schuelbach auf 616 m ü. M. oberhalb des Ortsteils Bichelsee der Gemeinde Bichelsee-Balterswil.
Sie fliesst zuerst in nördliche Richtung. In Bichelsee nimmt sie den im Bichelsee entspringenden Seebach auf und fliesst nun südostwärts bis zur Einmündung des Itaslerbachs bei Balterswil, wo sie einen Bogen nach Nordosten macht. Sie fliesst nun vorbei an Ifwil, Guntershausen und am Kloster Tänikon nach Aadorf. 
Die Lützelmurg umfliesst das Siedlungsgebiet und durchquert nun ein waldiges Gebiet vornehmlich in nordöstliche Richtung, bis sie schliesslich bei Matzingen auf einer Höhe von 437 m ü. M. von links in die Murg mündet.
Der etwa 16 km lange Lauf der Lützelmurg endet ungefähr 179 Höhenmeter unterhalb ihres Ursprungs, sie hat somit ein mittleres Sohlgefälle von etwa 11 ‰.

### Einzugsgebiet
Das 43,4 km² grosse Einzugsgebiet der Lützelmurg liegt im Schweizer Mittelland und wird durch sie über die Murg, die Thur und den Rhein zur Nordsee entwässert.
Es besteht zu 36,2 % aus bestockter Fläche, zu 49,3 % aus Landwirtschaftsfläche, zu 13,5 % aus Siedlungsfläche und zu 1,0 % aus unproduktiven Flächen.
Die Flächenverteilung
Die mittlere Höhe des Einzugsgebietes beträgt 611,5 m ü. M., die minimale Höhe liegt bei 437 m ü. M. und die maximale Höhe bei 875 m ü. M.

## Hydrologie
Bei der Mündung der Lützelmurg in die Murg beträgt ihre modellierte mittlere Abflussmenge (MQ) 910 l/s. Ihr Abflussregimetyp ist pluvial inférieur, und ihre Abflussvariabilität beträgt 25.